# 3 A.M. (canción de Jesse & Joy)
«3 A.M.» es una canción escrita e interpretada por el dúo de pop mexicano Jesse & Joy en colaboración con el grupo cubano de salsa y reguetón Gente de Zona en la versión sencillo y con el cantautor puertorriqueño Tommy Torres en la versión del álbum  Un besito más (2016). Fue lanzado el 18 de agosto de 2017 como el sexto y último sencillo de dicho álbum.

## Composición
La letra de la canción fue escrita por el mismo dúo junto a Tommy Torres. La letra habla de una preocupación y desconfianza incomprendible que tiene esa persona de su pareja y demás dudas que tiene sobre la fidelidad de la otra.

## Lanzamiento y sinopsis del vídeo musical
El video musical se lanzó en el canal del dúo en YouTube junto a los integrantes de Gente de Zona en Cuba el mismo día de lanzamiento en plataformas digitales. Al principio del vídeo nos muestra primeramente a un chico entrar a una habitación haciendo una señal de silencio y ya después una chica entrar a un bar mientras que el dúo y el otro grupo empiezan a cantar la canción en varios lados como el bar y la habitación mencionadas y en una playa, al final en el bar el chico le propone matrimonio a la chica y le dice que 'sí'. El video obtuvo alrededor de 4 millones de vistas. Hasta noviembre del 2017 obtuvo más de 100 millones de vistas.

## Posicionamiento en listas

### Versión original
| Lista (2017)                                  | Mejor posición |
| --------------------------------------------- | -------------- |
| Estados Unidos (Billboard Hot Latin Songs)    | 30             |
| Estados Unidos (Billboard Latin Pop Songs)    | 6              |
| Heatseekers Albums (Billboard)                | 21             |
| Mexican Español Airplay (Billboard)           | 2              |
| México (Billboard Mexico Airplay Pop Español) | 1              |

## Lista de canciones
Descarga digital
- '3 A.M.' (feat. Gente de Zona) - 3:03
- '3 A.M. (feat. Tommy Torres) - 3:19